# Malans (Suisse)
Pour l’article homonyme, voir Malans.
Malans est une commune suisse du canton des Grisons, située dans la région de Landquart.

Vue aérienne (1949)

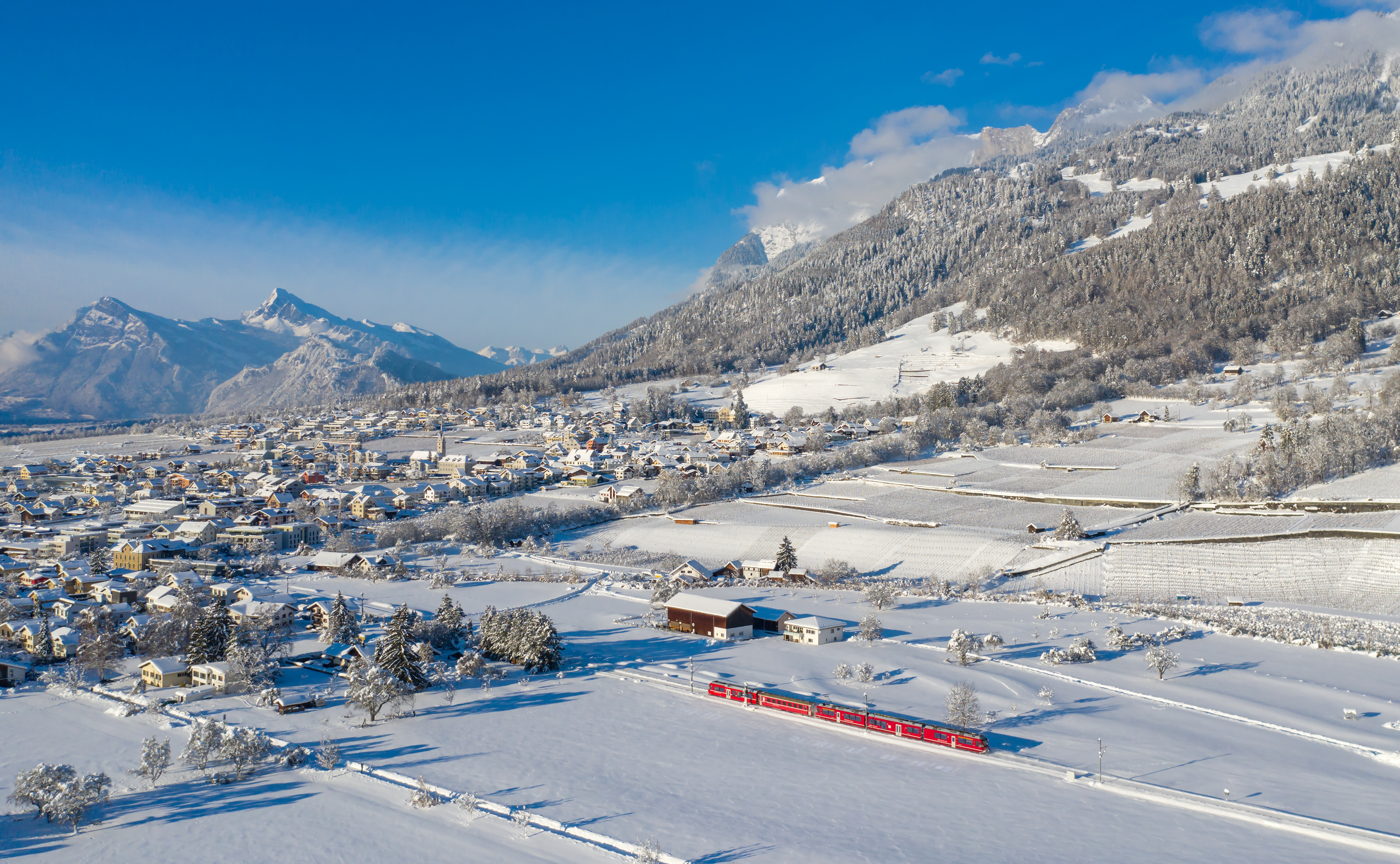
La Ligne de Landquart à Davos-Platz à Malans, janvier 2021.

## Bâtiments
Le centre du village ainsi que le château Bothmar avec dépendances et parc sont reconnus comme biens culturels suisses d'importance nationale.